# Brama Suliszowicka
Brama Suliszowicka – skała ze skalną bramą we wsi Suliszowice w województwie śląskim, w powiecie myszkowskim, w gminie Żarki. Pod względem geograficznym jest to obszar Wyżyny Częstochowskiej wchodzący w skład Wyżyny Krakowsko-Częstochowskiej.

## Skała
Jest to samotny ostaniec na łąkach po północno-wschodniej stronie wsi Suliszowice, w odległości około 500 m od głównej asfaltowej drogi biegnącej przez wieś. Składa się z dwóch skał tworzących skalną bramę. Zbudowane z wapienia skały mają wysokość do 10 m. Uprawiana jest na nich wspinaczka skalna. Skały mają ściany połogie, pionowe lub przewieszone ze sporym okapem. Do grudnia 2019 roku wspinacze poprowadzili na nich 3 drogi wspinaczkowe o podobnej skale trudności od VI+ do VI.4 w skali polskiej. Skała jest lita. Drogi mają stałe punkty asekuracyjne: ringi (r), spity (s) i dwa ringi zjazdowe (drz).
1. Cisza VI.4, 4s, 10 m,
2. Spokój VI.3, 3s, 10 m,
3. Bramkowe VI.+, 1r + 3s + 2rz, 11 m[4].

## Brama skalna
Grotołazi opisują bramę skalną jako obiekt jaskiniowy. Ma wysokość dochodzącą do 5 m i szerokość 5 m w najszerszym miejscu. Po północnej stronie jest nakryta okapem o wysięgu maksymalnie do 6 m i szerokości 15 m. Po stronie wschodniej pod okapem tym znajduje się myty otwór o przekroju w kształcie odwróconej gruszki. Jego wysokość dochodzi do 3 m, szerokość do 1,7 m. Za otworem jest niewielka komórka o średnicy 2,5 m. Jej lewa ściana jest pochyła. Za prożkiem o wysokości 1,2 m jest ciasne przejście i korytarzyk o długości 1,5 m, zakończony otworem po drugiej stronie skały.
Brama powstała w wapieniach z jury późnej. Jest wytworem krasowym, prawdopodobnie pozostałością większego systemu jaskiniowego.
Po raz pierwszy opisał ją M. Czepiel w listopadzie 2000 r. On też opracował plan.

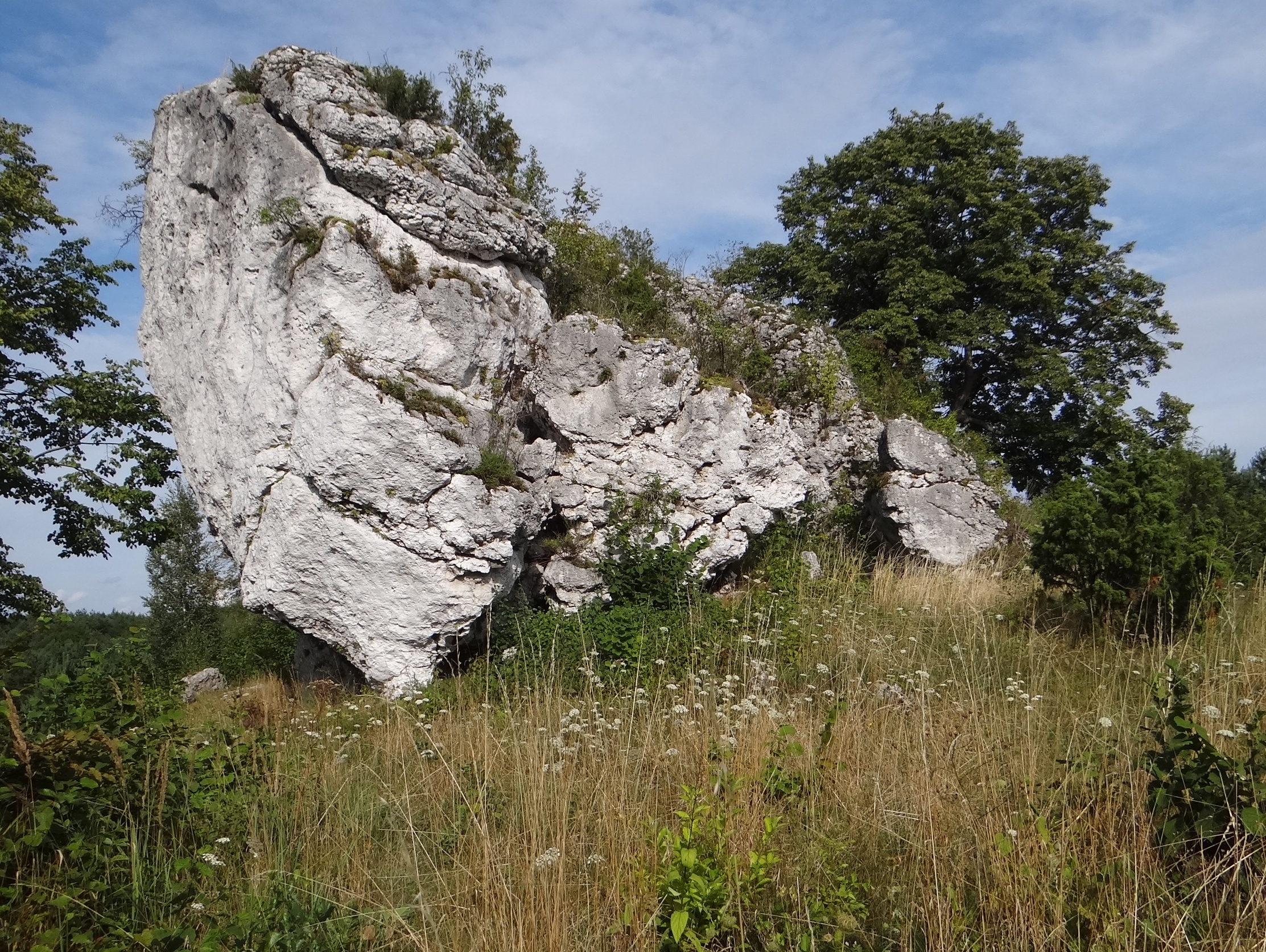
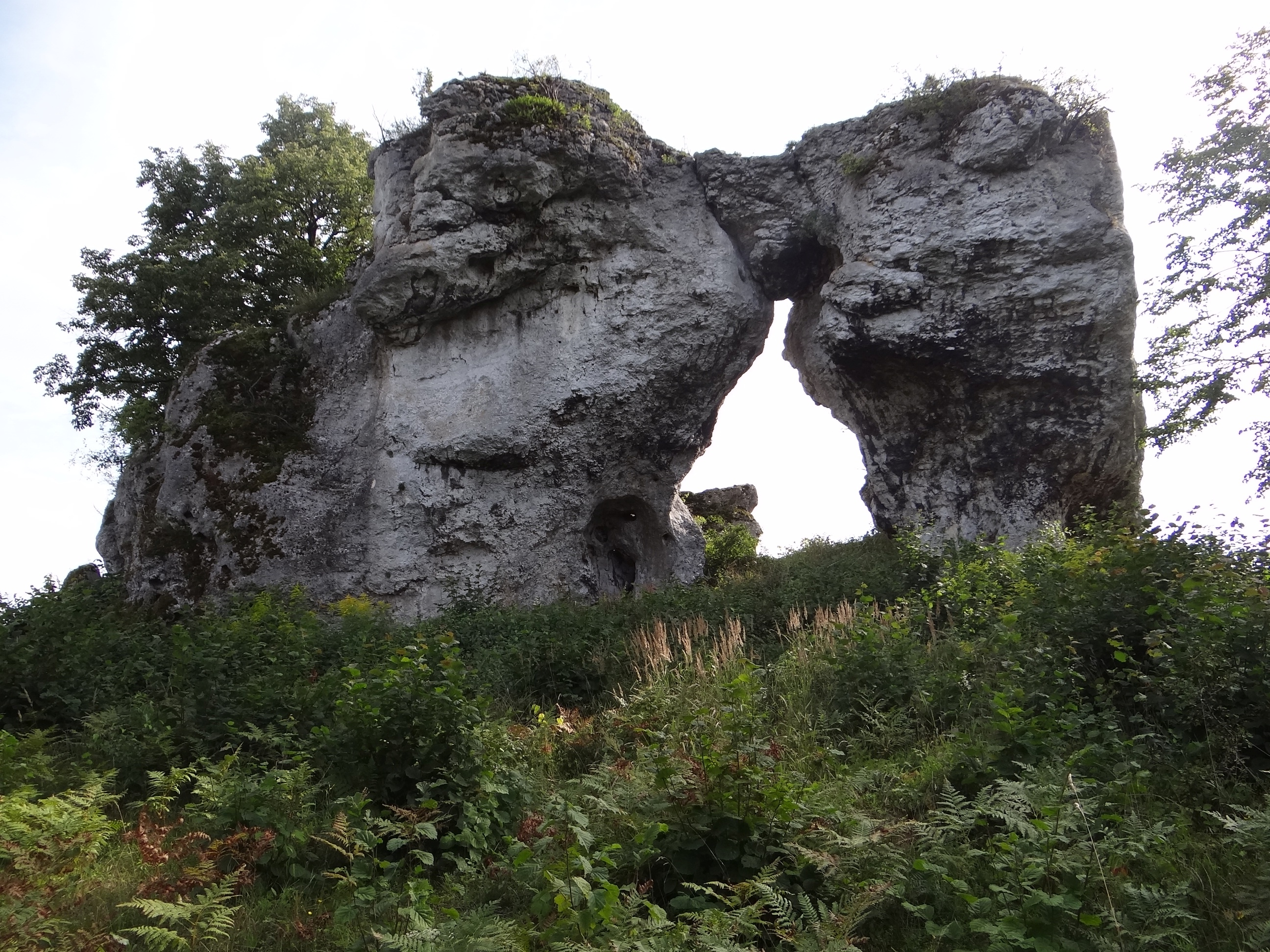
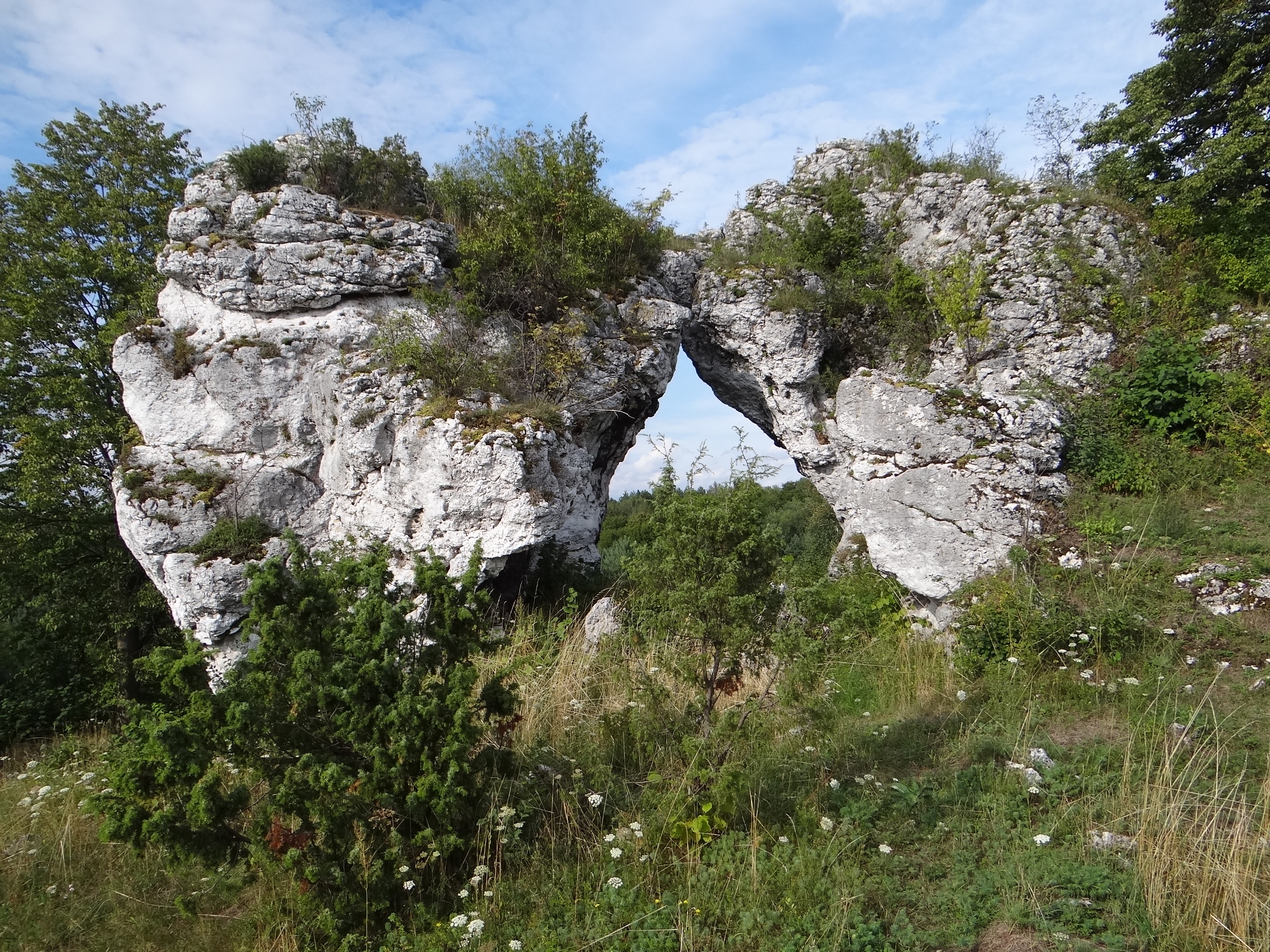
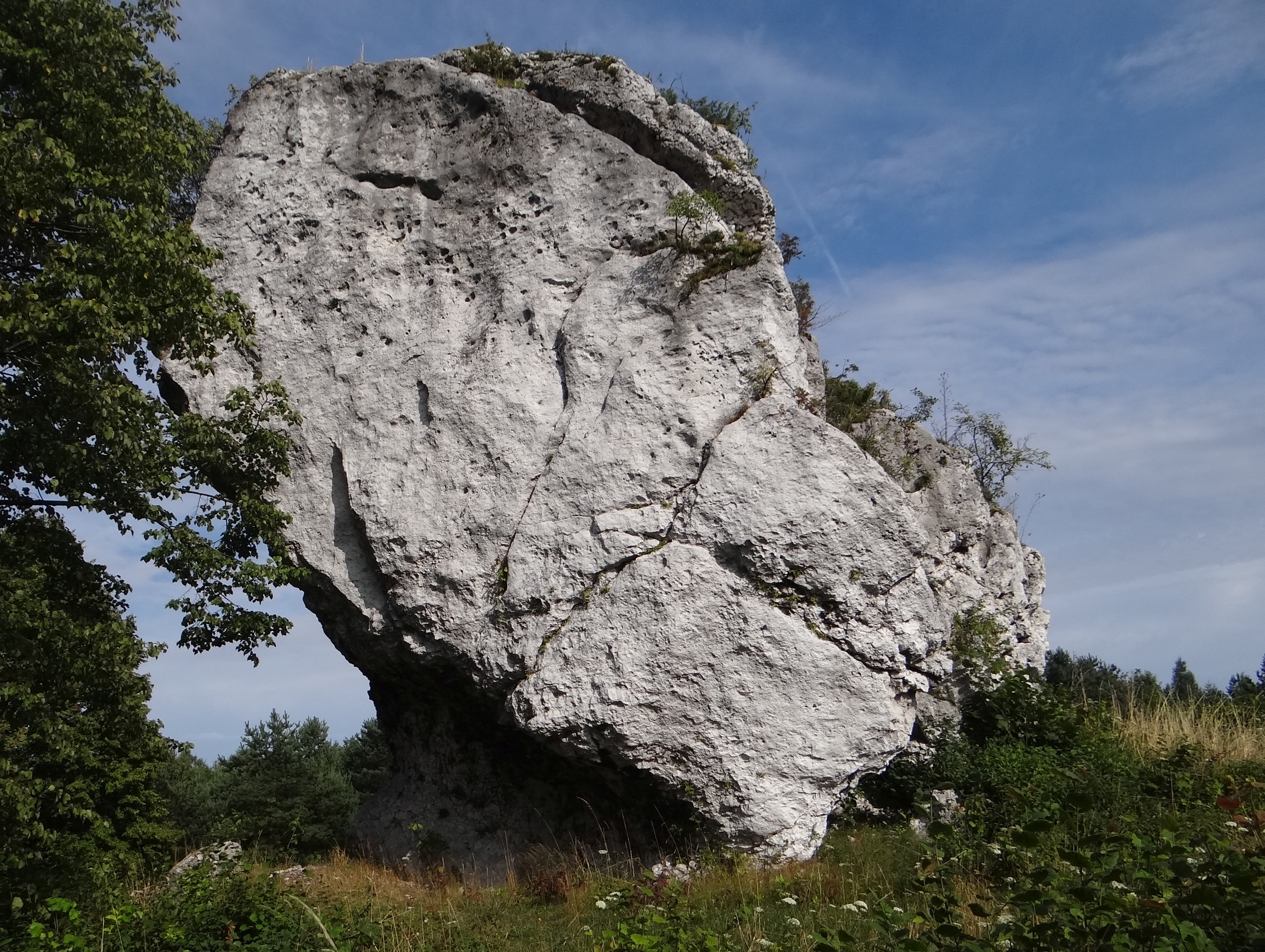